# Cetatea dacică de la Boșorod
Este o fortificație dacică situată pe teritoriul României.